# Pleuraphodius burgeoni
Pleuraphodius burgeoni är en skalbaggsart som beskrevs av Renaud Maurice Adrien Paulian 1939. Pleuraphodius burgeoni ingår i släktet Pleuraphodius och familjen Aphodiidae. Inga underarter finns listade i Catalogue of Life.